# Repubblica Democratica Popolare dell'Angola

La Repubblica Democratica Popolare dell'Angola era il governo rivale della Repubblica Popolare dell'Angola durante la Guerra civile in Angola.
l'entità statale fu dichiarata nella città di Huambo dal Fronte Nazionale di Liberazione dell'Angola e dall'Unione Nazionale per l'Indipendenza Totale dell'Angola, questo governo fu dichiarato agli albori della Guerra d'indipendenza dell'Angola, nel novembre 1975. Ciò nonostante al febbraio 1976 la maggior parte delle forze dell'FNLA erano state sconfitte dalle forze armate della Repubblica Popolare dell'Angola. Tale stato era sostenuto dal Sudafrica e dagli Stati Uniti.